# François Dindal
François Joseph Dindal (Brussel, 5 augustus 1791 - Elsene, 25 mei 1866) was een Belgisch senator.  Hij was tevens rechtsgeleerde, advocaat, bankier, en zakenman. Hij was vicevoorzitter van de Senaat van 1848 tot 1851.

## Levensloop
Dindal was de zoon van Nicolas Joseph Dindal, chirurg, professor aan de Medische School van Brussel, lid van de "Société de Médecine" van Brussel, geboren in Waver (stierf 4 augustus 1826 in Brussel) en van Elisabeth Snoeck (overleden op 5 november 1821 in Brussel).
Frans Jozef Dindal trouwde in Sint-Pieters-Leeuw, op 20 augustus 1828, met Petronilla van Cutsem, weduwe van François Wittouck, lid van de familie Wittouck.

## Carrière
Na het behalen van zijn doctoraat in de rechten in 1811 aan de École de Droit van Brussel in 1811, begon Dindal een carrière als advocaat. 
Hij was rechter van 1812 tot 1866, raad bij het Superieure Hof van Justitie in Brussel en vervolgens aan het Hof van Beroep.
Hij was kolonel van de Burgerlijke Wacht van Hal.
Hij was lid van de loge Les Amis Philanthropes van Brussel.
Hij is ingeschreven in de lijst van de oprichters van de Vrije Universiteit Brussel.

## Politieke loopbaan
Hij was ingeschreven in de lijst van de verkiesbaren voor de Senaat.
Van 1836-1839 was hij lid van de permanente raad van Brabant, voorzitter van de provinciale raad van Brabant, 1847-1851, senator van Brussel, en van 1848 tot 1851 vicevoorzitter van de senaat.
In 1836 werd hij verkozen tot provincieraadslid voor Brabant, van 1840 tot 1846 was hij bestendig afgevaardigde en in 1846 voor korte tijd voorzitter van de provincieraad.
In 1847 werd hij verkozen tot liberaal senator voor het arrondissement Brussel en vervulde dit mandaat tot in 1851. Hij werd tevens ondervoorzitter van de Senaat (1848-1851).
In 1853 verliet hij de liberale rangen om zich bij de katholieken aan te sluiten.

## Overige activiteiten
Dindal was actief in de wereld van de ondernemers, vooral in die van de verzekeraars. Zo was hij:
- bestuurder van de Compagnie d'Assurances Générales contre les Risques d'Incendie (1830),
- bestuurder van de Compagnie Belge d'Assurances Générales sur la Vie, les Fonds Dotaux et les Survivances (1834),
- bestuurder van de Banque Foncière (1835),
- bestuurder van de Compagnie Belge de Réassurances (1857),
- bestuurder van de S.A. des Manufactures de Glaces, Verres à Vitres, Cristaux et Gobeleteries (1858),
- bestuurder van de Compagnie Belge d'assurances Générales contre les Risques d'Incendie et Explosion du Gaz (1860).

In het maatschappelijk leven vervulde hij heel wat functies en mandaten:
- 1848-1851: lid van de Commissie van Toezicht op het Delgingsfonds en op de Deposito- en Consignatiekas,
- 1830-1845: kolonel van de Burgerwacht in Halle,
- 1838-1851: lid van de vrijmetselaarsloge Les Amis Philanthropes in Brussel,
- 1840-1866: ondervoorzitter en lid van de Inspectieraad van het Tehuis voor Daklozen, La Cambre (Brussel),
- lid van de beheerraad van de ULB.